# واتارو اندو
واتارو اندو (ژاپنی: 遠藤 航؛ زادهٔ ۹ فوریهٔ ۱۹۹۳) یک بازیکن فوتبال اهل ژاپن است و برای باشگاه لیورپول بازی می‌کند.

## افتخارات
- باشگاه فوتبال لیورپول

 لیگ برتر فوتبال انگلیس  ۲۵_۲۰۲۴  قهرمان